# Wereldkampioenschappen schaatsen afstanden 2021 - 1000 meter mannen
De 1000 meter mannen op de wereldkampioenschappen schaatsen afstanden 2021 werd gereden op zaterdag 13 februari 2021 in het ijsstadion Thialf in Heerenveen, Nederland.
Titelverdediger was Pavel Koelizjnikov, die verslagen werd door de kampioen van 2019, Kai Verbij. Koelizjnikov werd tweede, voor Laurent Dubreuil.

## Uitslag
| #      | Schaatser                   | Land                  | Tijd       |
| ------ | --------------------------- | --------------------- | ---------- |
| Goud   | Kai Verbij                  | Nederland             | 1.08,05    |
| Zilver | Pavel Koelizjnikov          | Russian Skating Union | 1.08,31    |
| Brons  | Laurent Dubreuil            | Canada                | 1.08,56    |
| 4      | Håvard Holmefjord Lorentzen | Noorwegen             | 1.08,70    |
| 5      | Marten Liiv                 | Estland               | 1.08,92    |
| 6      | Viktor Moesjtakov           | Russian Skating Union | 1.09,41    |
| 7      | Wesly Dijs                  | Nederland             | 1.09,44    |
| 8      | Ihnat Halavatsjoek          | Wit-Rusland           | 1.09,52    |
| 9      | Piotr Michalski             | Polen                 | 1.09,63    |
| 10     | Connor Howe                 | Canada                | 1.09,72    |
| 11     | Cornelius Kersten           | Verenigd Koninkrijk   | 1.10,02    |
| 12     | Odin By Farstad             | Noorwegen             | 1.10,24    |
| 13     | Joel Dufter                 | Duitsland             | 1.10,30    |
| 14     | Peder Kongshaug             | Noorwegen             | 1.10,32 pr |
| 15     | David Bosa                  | Italië                | 1.10,41    |
| 16     | Artur Nogal                 | Polen                 | 1.10,43(1) |
| 17     | Conor McDermott-Mostowy     | Verenigde Staten      | 1.10,43(5) |
| 18     | Artjom Arefjev              | Russian Skating Union | 1.10,54    |
| 19     | Artur Galiyev               | Kazachstan            | 1.10,60    |
| 20     | Nico Ihle                   | Duitsland             | 1.10,78    |
| 21     | Alex Boisvert-Lacroix       | Canada                | 1.11,01    |
| 22     | Roman Kretsj                | Kazachstan            | 1.11,26    |
| 23     | Demyan Gavrilov             | Kazachstan            | 1.11,60    |
| DQ     | Thomas Krol                 | Nederland             | DQ         |

1996 · 
1997 · 
1998 · 
1999 · 
2000 · 
2001 · 
2003 · 
2004 · 
2005 · 
2007 · 
2008 · 
2009 · 
2011 · 
2012 · 
2013 · 
2015 · 
2016 · 
2017 · 
2019 ·
2020 ·
2021 ·
2023 ·
2024 ·
2025